# Lou (eiland)
Lou is een vulkanisch eiland (met een dode vulkaan) in Papoea-Nieuw-Guinea, in de buurt van Manus. Het is 32 vierkante kilometer groot. Er komen slechts twee zoogdieren voor, de buideldas Echymipera kalubu en de koeskoes Spilocuscus kraemeri.